# Humanoid (Accept-Album)
Humanoid ist das 17. Studioalbum der deutschen Heavy-Metalband Accept aus dem Jahr 2024. Es erschien am 26. April 2024 bei Napalm Records.

## Hintergrund
Das Album wurde von 2023 bis 2024 mit Produzent Andy Sneap in den Backstreet Studios in Derbyshire, England eingespielt und auch von diesem abgemischt und gemastert. Es ist das erste der Band bei dem neuen Label. Für den Herbst 2024 wurde – unter anderem nach einem Auftritt beim Wacken Open Air – eine Europatour angekündigt.
Bereits am 28. Februar 2024 erschien die erste Single zum Titelsong. Dieser handelt von künstlicher Intelligenz. Wolf Hoffmann sagte, dass er ein wenig befürchte, dass dadurch die "Menschlichkeit verloren und zur Seite gedrückt" wird.

## Titelliste
| No.         | Titel                                                           | Autoren                                     | Länge |
| ----------- | --------------------------------------------------------------- | ------------------------------------------- | ----- |
| 1.          | Diving into Sin                                                 | Wolf Hoffmann, Martin Motnik, Mark Tornillo | 4:00  |
| 2.          | Humanoid                                                        | Hoffmann, Tornillo                          | 4:35  |
| 3.          | Frankenstein                                                    | Uwe Lulis, Hoffmann, Tornillo               | 4:14  |
| 4.          | Man Up                                                          | Hoffmann, Tornillo                          | 5:08  |
| 5.          | The Reckoning                                                   | Hoffmann, Motnik                            | 4:34  |
| 6.          | Nobody Gets Out Alive                                           | Hoffmann, Tornillo                          | 4:06  |
| 7.          | Ravages of Time                                                 | Hoffmann, Motnik                            | 4:15  |
| 8.          | Unbreakable                                                     | Hoffmann, Motnik, Tornillo                  | 4:53  |
| 9.          | Hard Times (Curtis Mayfield cover, limited edition bonus track) | Curtis Mayfield                             | 3:41  |
| 10.         | Mind Games                                                      | Hoffmann, Tornillo                          | 4:05  |
| 11.         | Straight Up Jack                                                | Hoffmann, Tornillo                          | 3:27  |
| 12.         | Southside of Hell                                               | Hoffmann, Tornillo                          | 4:56  |
| Gesamtlänge | Gesamtlänge                                                     | Gesamtlänge                                 | 51:41 |

## Mitwirkende
Accept
- Mark Tornillo – vocals
- Wolf Hoffmann – lead guitar
- Uwe Lulis – rhythm guitar
- Martin Motnik – bass
- Christopher Williams – drums
- Phil Shouse – third guitar

Weitere Mitwirkende
- Andy Sneap – production, mixing
- Clay Vann – additional backing vocals
- Matt Smith – additional backing vocals
- Gyula Havancsak – artwork, layout

## Rezeption
Das Album erreichte Platz fünf in Deutschland, Platz zwei in Österreich sowie Platz sechs in der Schweiz. Rock Hard wertete mit acht von zehn Punkten.